# WTA New Jersey
Il WTA New Jersey (conosciuto anche come Eastern Grass Court Championships) è stato un torneo femminile di tennis disputato per la prima volta nel 1927 a Rye. Si è disputato anche a Mahwah e Orange negli USA su campi in erba e cemento.

## Albo d'oro

### Singolare
| Anno | Campionessa          | Finalista            | Punteggio     |
| ---- | -------------------- | -------------------- | ------------- |
| 1971 | Chris Evert          | Helen Gourlay-Cawley | 6-4 6-0       |
| 1972 | Ol'ga Morozova       | Marina Krošina       | 6-2, 6-7, 7-5 |
| 1973 | Margaret Smith Court | Lesley Hunt          | 4-6, 6-2, 6-3 |
| 1974 | Pam Teeguarden       | Dianne Fromholtz     | 7-5, 6-3      |
| 1975 | Virginia Ruzici      | Mariana Simionescu   | 6-1, 6-1      |
| 1976 | Marise Kruger        | Lea Antonoplis-Inoye | 6-3, 6-2      |
| 1978 | Virginia Wade        | Kerry Reid           | 1–6, 6–1, 6–4 |
| 1979 | Chris Evert          | Tracy Austin         | 6–7, 6–4, 6–1 |
| 1980 | Hana Mandlíková      | Andrea Jaeger        | 6–7, 6–2, 6–2 |
| 1981 | Hana Mandlíková      | Pam Casale           | 6–2, 6–2      |
| 1982 | Leigh-Anne Thompson  | Bettina Bunge        | 7–6, 6–3      |
| 1983 | Jo Durie             | Hana Mandlíková      | 2–6, 7–5, 6–4 |
| 1984 | Martina Navrátilová  | Pam Shriver          | 6–4, 4–6, 7–5 |
| 1985 | Kathy Rinaldi        | Steffi Graf          | 6–4, 3–6, 6–4 |
| 1986 | Steffi Graf          | Molly Van Nostrand   | 7–5, 6–1      |
| 1987 | Manuela Maleeva      | Sylvia Hanika        | 1–6, 6–4, 6–1 |
| 1988 | Steffi Graf          | Nathalie Tauziat     | 6–0, 6–1      |
| 1989 | Steffi Graf          | Andrea Temesvári     | 7–5, 6–2      |

### Doppio
| Anno | Campionesse                        | Finaliste                                  | Punteggio     |
| ---- | ---------------------------------- | ------------------------------------------ | ------------- |
| 1971 | Rosie Casals Billie Jean King      | Judy Tegart-Dalton Françoise Dürr          | 6-3 6-2       |
| 1972 | Marina Krošina Ol'ga Morozova      | Carole Caldwell Patti Hogan                | 6-7, 6-2, 6-2 |
| 1973 | Françoise Dürr Betty Stöve         | Julie Anthony Mona Schallau                | 6-4, 6-4      |
| 1974 | Pam Teeguarden Ann Kiyomura        | Kathleen Harter Stati Uniti Marita Redondo | 6-2, 6-0      |
| 1975 | Kristien Shaw Greer Stevens        | Kathy Harter Kathy May                     | walkover      |
| 1978 | Ilana Kloss Marise Kruger          | Barbara Potter Pam Whytcross               | 6–3, 6–1      |
| 1979 | Tracy Austin Betty Stöve           | Mima Jaušovec Regina Maršíková             | 7–6, 2–6, 6–4 |
| 1980 | Martina Navrátilová Candy Reynolds | Pam Shriver Betty Stöve                    | 4–6, 6–3, 6–1 |
| 1981 | Rosemary Casals Wendy Turnbull     | Candy Reynolds Betty Stöve                 | 6–2, 6–1      |
| 1982 | Barbara Potter Sharon Walsh        | Rosemary Casals Wendy Turnbull             | 6–1, 6–4      |
| 1983 | Jo Durie Sharon Walsh              | Rosalyn Fairbank Candy Reynolds            | 4–6, 7–5, 6–3 |
| 1984 | Martina Navrátilová Pam Shriver    | Jo Durie Ann Kiyomura                      | 7–6, 3–6, 6–2 |
| 1985 | Kathy Jordan Elizabeth Smylie      | Claudia Kohde Kilsch Helena Suková         | 7–6, 6–3      |
| 1986 | Betsy Nagelsen Elizabeth Smylie    | Steffi Graf Helena Suková                  | 7–6, 6–3      |
| 1987 | Gigi Fernández Lori McNeil         | Anne Hobbs Elizabeth Smylie                | 6–3, 6–2      |
| 1988 | Jana Novotná Helena Suková         | Gigi Fernández Robin White                 | 6–3, 6–2      |
| 1989 | Steffi Graf Pam Shriver            | Louise Allen Laura Gildemeister            | 6–2, 6–4      |